# Principio de Planck
En sociología del conocimiento científico, el principio de Planck es la opinión de que el cambio científico no ocurre porque los científicos individuales cambian de opinión, sino porque las generaciones sucesivas de científicos tienen opiniones diferentes. 

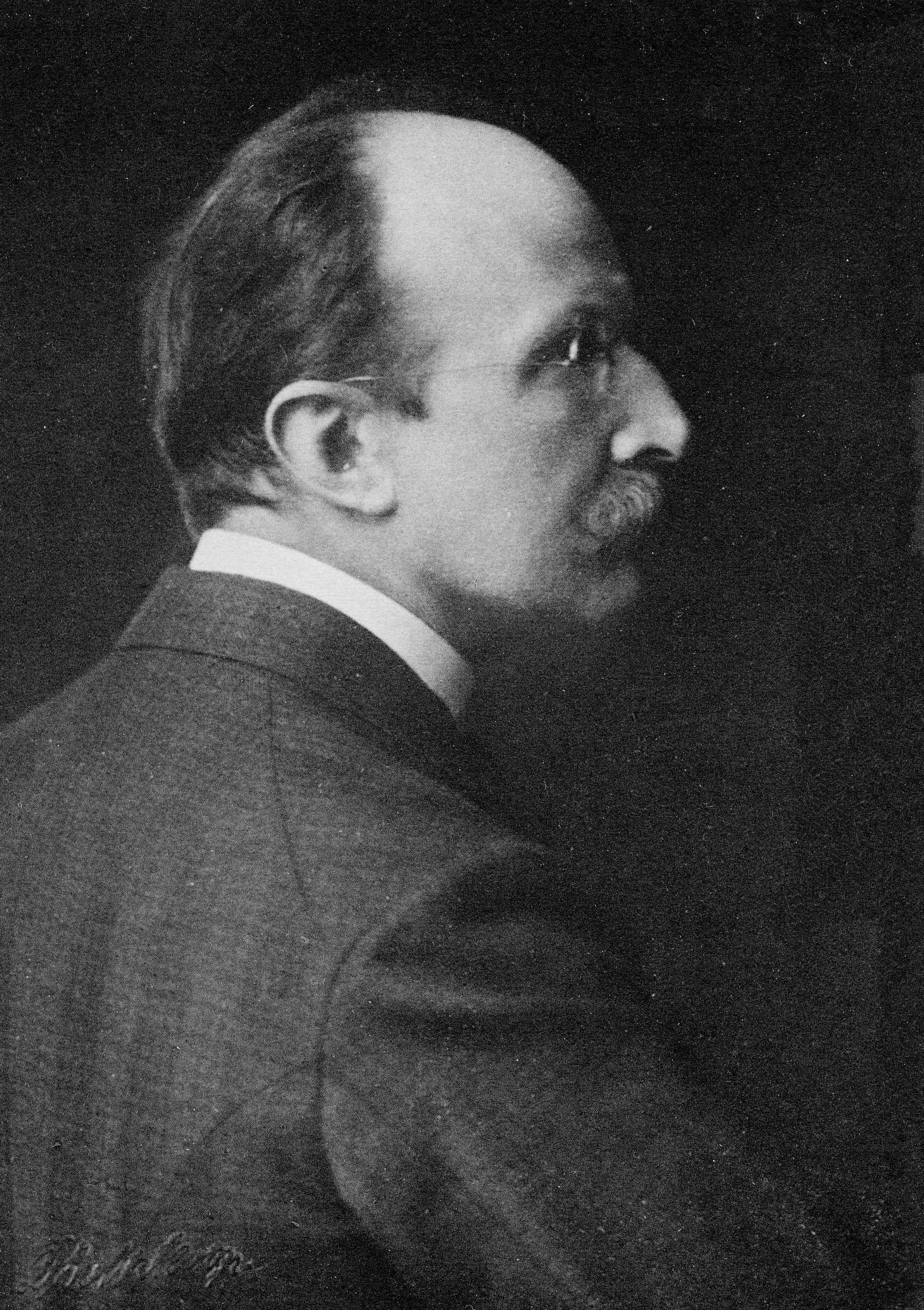
Max Planck, ganador del premio nobel de física en 1918 «por las aportaciones que realizó en favor al avance de la física, debido a sus descubrimientos sobre los cuantos de energía».

## Formulación
Este principio fue formulado por el físico Max Planck en 1950:

Una nueva verdad científica no triunfa porque convenza a sus oponentes y les haga ver la luz, sino porque sus oponentes acaban muriendo y crece una nueva generación familiarizada con ella.
A new scientific truth does not triumph by convincing its opponents and making them see the light, but rather because its opponents eventually die, and a new generation grows up that is familiar with it.
Max Planck

La opinión de Planck ha sido utilizada por Thomas Kuhn, Paul Feyerabend y otros para argumentar que las revoluciones científicas no son racionales, frente a la postura que afirma que éstas se extienden por "la mera fuerza de la verdad y los hechos". Las revoluciones entendidas a través de este principio han sido descritas como evoluciones conceptuales darwinianas más que lamarckianas.

## Críticas
Se ha criticado empíricamente si la edad influye en la disposición para aceptar nuevas ideas. Por ejemplo, en el caso de la aceptación de la teoría de la evolución biológica en los años posteriores, la edad de Darwin al momento de publicar El origen de las especies fue un factor menor. Del mismo modo, fue un factor débil en la aceptación de la cliometría. La recepción de la tectónica de placas (continentales y posterior) fue realizada primero por los científicos más ancianos antes que por los científicos más jóvenes. En el campo de las ciencias de la vida, se han hecho investigaciones que muestran que después de las muertes de investigadores preeminentes, las publicaciones de sus colaboradores disminuyeron rápidamente, mientras que la actividad de los no colaboradores y el número de nuevos investigadores que ingresaban en su campo aumentaron.